# 위상
위상(phase, 位相)은 반복되는 파형의 한 주기에서 첫 시작점의 각도 혹은 어느 한 순간의 위치를 말한다.
매 주기마다 같은 함수의 그래프를 가지는 파형에서 {\displaystyle \theta (0)=\theta _{0}} 일 때, 임의의 시간 {\displaystyle t}에 대해 위상은 다음과 같이 나타낼 수 있다고 본다.
{\displaystyle \theta (t)=\omega \cdot t+\theta _{0}}

## 같이 보기
- 위상속도
- 페이저 (전자)
- 편광
- 결맞음
- 힐베르트 변환